# 新北市私立裕德實驗高級中學
裕德學校財團法人新北市裕德高級中等學校是一間位於土城區的私立完全中學。另設有小學部，幼兒園為中華民國教育部立案核准之學校。

## 簡介
奉新北市政府核准為12年一貫制雙語（中、英語）實驗學校，從小學一年級到高中三年級皆實施雙語實驗教學。

## 創辦人
廖裕德，曾任新北市議會第二屆議員
經歷：
1、新北市議會第一屆議員
2、台北縣第11、12、13、15屆議員
3、裕德幼稚園 （页面存档备份，存于）、新北市私立裕德實驗高級中學（附設國民中、小學）創辦人。

## 校外遊學
共提供日，歐，美，澳，韓，新加坡等國短期遊學路線。

## 資料來源
1. ↑  .   [2021-04-12]. （原始内容存档于2021-04-12）.

## 外部連結
- 裕德學校財團法人新北市裕德高級中等學校 （页面存档备份，存于）
- 裕德學校財團法人新北市裕德高級中等學校Facebook